# Lock-in-versterker

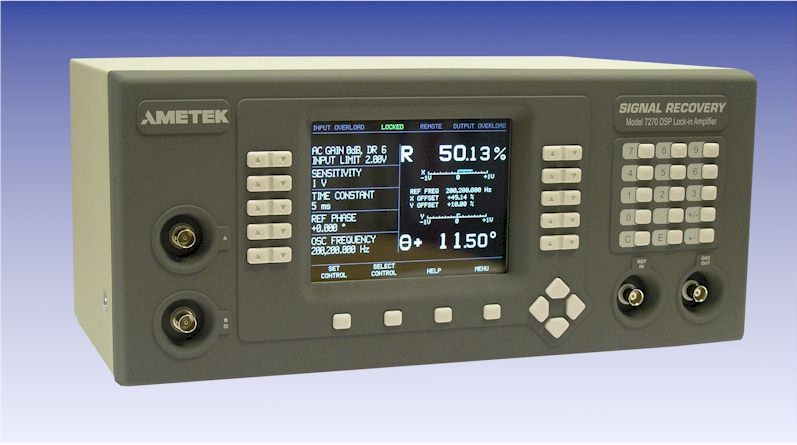
Een lock-in-versterker van Signal Recovery

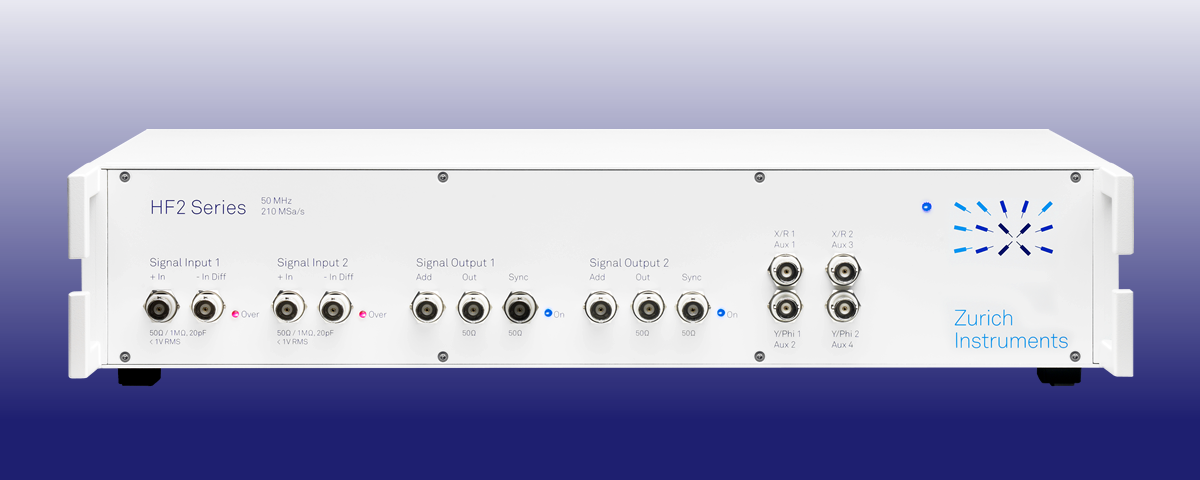
Door een pc gestuurde lock-in-versterker van Zurich Instruments

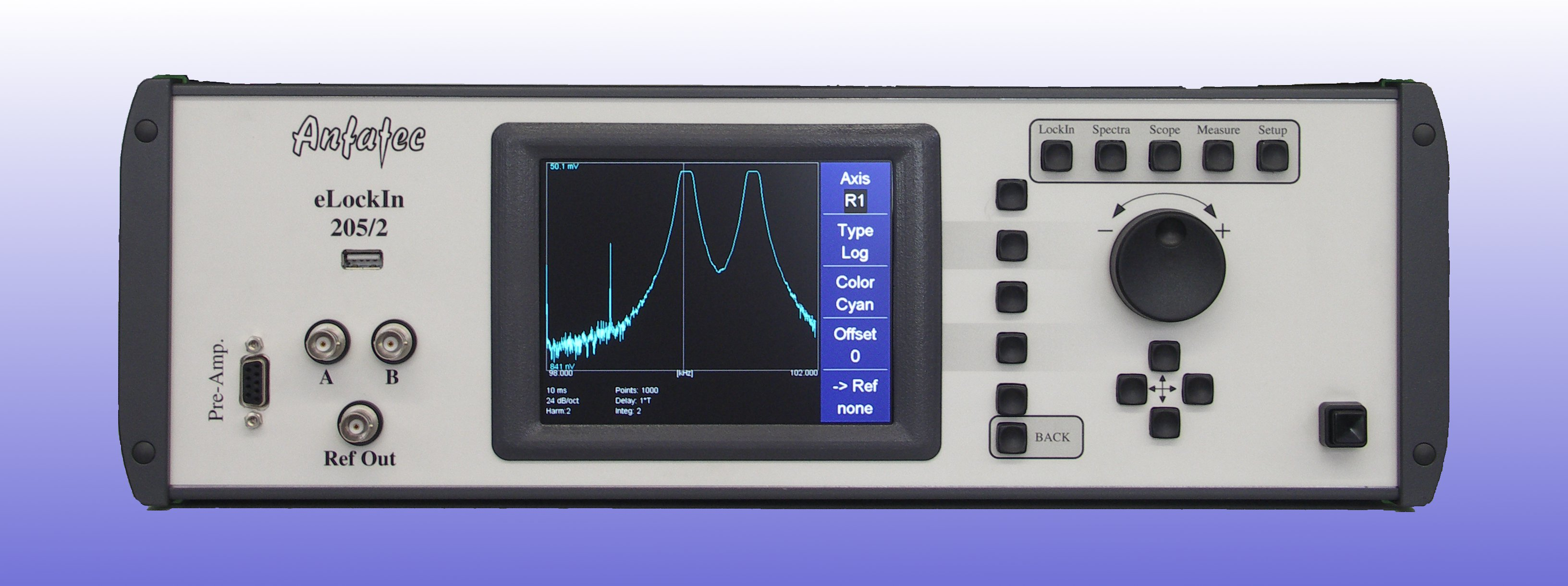
Een van Anfatec Instruments[https://www.anfatec.de/

Een lock-in-versterker (ook wel fasegevoelige detector genaamd) is een versterker waarmee men een zwak elektrisch wisselsignaal kan meten dat gemoduleerd is met een referentiesignaal waarvan de frequentie fref en de fase bekend zijn. Het apparaat gedraagt zich als een extreem smalbandig banddoorlaatfilter, waardoor het de signaal-ruisverhouding verbetert. Het belangrijkste voordeel is dat gelijkspanningen, wisselspanningen met andere frequenties en ruis efficiënt eruitgefilterd worden.

## Opbouw en werking

Schematische voorstelling van een eenvoudige lock-in-versterker

Een lock-in-versterker bestaat uit de volgende onderdelen:
- Signaalingang voor het te moduleren meetsignaal.
- Signaalingang voor het sinusvormige (soms ook wel blokvormige) referentiesignaal.
- Ingangsversterker voor de signaalingang, met zo nodig een ingangsfilter.
- Fasedraaier voor de aanpassing van referentie- en meetsignaal.
- Mixer (vermenigvuldiger), die het ingangssignaal vermenigvuldigt met het referentiesignaal.
- Laagdoorlaatfilter, om over meerdere signaalperioden te middelen.
- Optioneel: Ingebouwde oscillator om het meetsignaal te moduleren

De beide ingangssignalen worden in de mixer met elkaar vermenigvuldigd, en vervolgens door een laagdoorlaatfilter geïntegreerd. De lock-in-versterker berekent zodoende de kruiscorrelatie tussen het meetsignaal en het referentiesignaal, voor een vaste faseverschuiving  Δφ. De kruiscorrelatie van signalen met verschillende frequentie is nul. Wanneer de frequentie van meet- en referentiesignaal niet gelijk zijn, geeft de lock-in-versterker geen uitgangssignaal. Alleen bij gelijke frequentie levert de kruiscorrelatie een eindige waarde en geeft de lock-in-versterker dus een uitgangssignaal. Door een geschikte frequentie te kiezen voor het referentiesignaal, kan de overeenkomstige component van het meetsignaal eruit worden gefilterd. Het referentiesignaal wordt aan het meetsignaal „gelockt”.
Idealiter levert de lock-in-versterker als uitgangssignaal een gelijkspanning. Deze is evenredig met:
- de ingangsspanning,
- de cosinus van het faseverschil  Δφ tussen ingangssignaal en referentiesignaal.

Het uitgangssignaal Vuit  wordt verkregen uit
{\displaystyle V_{\mathrm {uit} }(t)={\frac {1}{T}}\int \limits _{t-T}^{t}\;{\sin \left[2\pi f_{\mathrm {ref} }\cdot s+\Delta \varphi \right]V_{\mathrm {in} }(s)}\mathrm {d} s}
Wanneer het ingangssignaal Vin  eveneens sinusvormig gemoduleerd is, wordt het uitgangssignaal bij een voldoend grote integratietijd T:
{\displaystyle V_{\mathrm {uit} }(t)\propto V_{\mathrm {in} }\cdot \cos \left(\Delta \varphi \right)}
Als meet- en referentiesignaal in fase zijn (Δφ = 0), is het uitgangssignaal van de lock-in-versterker maximaal. Als het faseverschil 90° bedraagt, is het uitgangssignaal 0.
In het frequentiedomein komt de lock-in-versterker overeen met een banddoorlaatfilter rond de referentiefrequentie, met een bandbreedte omgekeerd evenredig met de integratietijd. Bevat het meetkanaal stoorsignalen met een frequentie binnen deze bandbreedte, dan leiden deze tot een zweving in het uitgangsignaal.

## Blokvormige referentiesignalen
Het bovenstaande geldt voor een sinusvormig referentiesignaal. In de praktijk (vooral bij optische modulatoren) worden vaak blokvormige referentiesignalen gebruikt, waardoor het uitgangssignaal er anders uitziet. Blokvormige referentiesignalen maken dat ook de oneven harmonischen van het signaal een bijdrage leveren aan het uitgangssignaal, evenals stoorsignalen in de bijbehorende banden.
Het faseverschil tussen meet- en referentiesignaal is derhalve in dezelfde mate van belang als de amplitude van het meetsignaal. Bij bepaalde metingen kan hij waardevolle informatie leveren. Wanneer bijvoorbeeld wordt gewerkt met aan- en uitgemoduleerd licht, dat op een preparaat schijnt en daar fotogeleiding veroorzaakt, zal de gemeten stroom van die fotogeleiding iets na-ijlen, doordat verschillende effecten in het preparaat tijdvertragingen veroorzaken, wat tot een faseverschuiving leidt. Uit de grootte van de faseverschuiving kan men dan conclusies trekken over de aard en de grootte van de effecten in het preparaat.
Er zijn eenfase-lock-in-versterkers en tweefase-lock-in-versterkers. De laatste soort bepaalt het uitgangssignaal voor twee faseverschuivingen die 90° verschillen. Door de vierkantswortel uit de som van de kwadraten van de beide uitgangssignalen (kwadratisch gemiddelde) te bepalen, wordt het eindresultaat van de meting onafhankelijk van de fase, waardoor zowel eenvoudiger alsook nauwkeuriger metingen mogelijk zijn.

## Digitale lock-in-versterkers
De beste signaalgevoeligheid kan worden gerealiseerd met behulp van digitale lock-in-versterkers gebaseerd op digitale signaalprocessoren (DSP’s). Daarbij worden eerst het ingangssignaal en het sinusvormige referentiesignaal gedigitaliseerd met behulp van analoog-digitaalomzetters. Vervolgens wordt de faseverschuiving gerealiseerd en worden de twee signalen vermenigvuldigd. Het resultaat daarvan wordt over de gewenste periodeduur geïntegreerd en het resultaat daarvan wordt desgewenst weer in een analoog signaal omgezet. Met lock-in-versterkers op basis van DSP’s kan het faseverschil tussen ingangs- en referentiesignaal bovendien nauwkeuriger worden bepaald. Vanwege de geheel digitale verwerking is het mogelijk, meer dan één demodulator per kanaal te gebruiken, hetgeen meer evaluatiemogelijkheden biedt.

## Chopperversterkers
Een lock-in-versterker verwacht een wisselspanningssignaal aan de ingang. Een gelijkspanningssignaal kan met een soort chopper periodiek worden omgepoold. Dit ompolen wordt gestuurd door het referentiesignaal. Door het ingangssignaal steeds om te polen op het moment dat het referentiesignaal door nul gaat, en het aldus in een bloksignaal omgezette ingangssignaal te integreren (te middelen over een aantal periodes), dragen alleen de met het choppersignaal in fase zijnde componenten uit het ingangssignaal bij aan het uitgangssigaal. De chopper/ompoler is te beschouwen als een signaal dat afwisselend +1 en −1 bedraagt, en dat met het ingangssignaal wordt vermenigvuldigd. Op deze wijze kan bijvoorbeeld bij optische metingen de invloed van omgevingslicht worden weggefilterd. Dit wordt toegepast in onder andere transmissometers.